# Catolicosado de Romagyris
El catolicosado de Romagyris (en griego: Ρωμογύρες) fue una circunscripción eclesiástica autónoma del patriarcado calcedoniano de Antioquía en Asia Central que existió entre los siglos VIII y XIV. Estaba liderada por un obispo con el título de catolicós, quien tenía autoridad personal para designar y consagrar sus propios metropolitanos y obispos, mientras era canónicamente dependiente del patriarca de Antioquía.
La palabra Romagyris provienen del idioma persa y significa «colonia de romanos».

## Historia

### Antecedentes
El cristianismo se desarrolló en Asia Central principalmente a través de la acción misionera de la Iglesia nestoriana y secundariamente de la Iglesia siríaca jacobita.
El establecimiento del cristianismo calcedoniano bizantino o melquita en territorios del Imperio sasánida fue más difícil y limitado. Fue la acción de monjes, prisioneros o tropas de mercenarios (por ejemplo los alanos en la corte mongola). Las comunidades calcedonianas comenzaron a establecerse en Persia como resultado de la conquista sasánida de territorio del Imperio bizantino a mediados del siglo VI. Cosroes I capturó Antioquía en 540 y deportó a la mayoría de su población cristiana a Persia, para los cuales ordenó construir una ciudad llamada Veh Antioch Khosrow al sur de la capital Seleucia-Ctesifonte. La ciudad también fue conocida como Rumaghan («ciudad de los romanos») y según el historiador Juan de Éfeso, tenía 30 000 habitantes a fines del siglo VI.
Los sasánidas no permitieron el establecimiento de obispos bizantinos en su territorio y los remplazaron por obispos jacobitas en las ciudades bizantinas que capturaron, pero los bizantinos de Veh Antioch Khosrow tenían un catolicós dependiente de Antioquía.

### Catolicosado de Romagyris
Luego de la conquista musulmana de Persia que en 651 terminó con el Imperio sasánida, en 761 el califa Al-Mansur (el Victorioso) fundó Bagdad, cerca de las ruinas de la antigua Babilonia y la convirtió en la capital del islam. Al-Mansur expulsó en 762 a los cristianos de sus alrededores trasladándolos a la región de Chach en Transoxiana, correspondiente al área circundante a Taskent (entonces llamada Chach) en la actual Uzbekistán, que había sido conquistada por los árabes a principios del siglo VIII y asegurada tras la victoria sobre el ejército chino de la Dinastía Tang en la Batalla del Talas en 751. El catolicós también fue trasladado con ellos.
Además de estos cristianos alóctonos, probablemente había comunidades cristianas indígenas en Chach, particularmente de lengua sogdiana. La sede del catolicosado de Romagyris se estableció en Taskent. El patriarca de Antioquía Pedro III (1028-1051) mencionó en una carta la existencia de los catolicosados de Romagyris y de Irenópolis, que también aparecen en la Notitia Antiochena. Aunque los abásidas prohibieron en 912 a instancias jacobitas que un catolicós melquita residiera en Bagdad, el catolicosado de Irenópolis se originó cuando los melquitas de Bagdad reclamaron ser la sede del catolicosado y el patriarca de Antioquía Cristóforo (960-969) dispuso la división en dos catolicosados. Cristóforo nombró a Eutimio, natural de Antioquía, como catolicós de Romagyris, y a Majid como catolicós de Irenópolis, poniéndolos respectivamente en primer y segundo lugar en la jerarquía después del patriarca.

### Catolicosado de Jorasán
A fines del siglo X Taskent fue conquistada por los qarajánidas y el catolicosado se trasladó a Nishapur en el territorio del Imperio gaznávida en Jorasán, en donde tomó el nombre de catolicosado de Jorasán.
El título de catolicós de Romagyris fue combinado con el de catolicós de Georgia entre 1364 y 1367, ya que en el acta de elección del patriarca Pacomio I figura en catolicós de Romagyris y Georgia. En esos años Tamerlán había conquistado Transoxiana masacrando a los cristianos que no se convertían al islam.